# 蒋谟祥
蒋谟祥（1954年—），湖北松滋人。中国人民解放军中将。

## 生平
1974年12月入伍，长期在南京军区服役，历任陆军第一集团军第一师第二团团长、南京军区情报部部长、福建省军区副参谋长、参谋长。2006年8月，任陆军第一集团军军长。2012年任南京军区副司令员。2016年1月，任南京军区善后办主任。
2007年7月，晋升中国人民解放军少将军衔。2014年7月，晋升中国人民解放军中将军衔。